# Дисульфид рубидия
Сульфид рубидия — бинарное неорганическое химическое соединение рубидия с серой 
с химической формулой Rb2S2,
тёмно-красные кристаллы.

## Получение
- Прямой синтез из чистых веществ, растворённых в жидком аммиаке:

{\displaystyle {\mathsf {2Rb+2S\ {\xrightarrow {-77^{o}C,NH_{3}}}\ Rb_{2}S_{2}}}}

## Физические свойства
Дисульфид рубидия образует тёмно-красные кристаллы.
В вакууме плавится при  420°С (450°С ),
при нагревании выше 300°С без доступа воздуха постепенно окрашивается в темно-красный цвет, который исчезает после охлаждения и растирания препарата.
Выше 850° С начинает возгоняться.
Дисульфид рубидия растворяется в воде, образуя светло-голубой раствор, из которого кристаллизуются белые, очень гигроскопичные гидраты Rb2S2•l÷З Н2O.